# Villatoro
Villatoro község Spanyolországban, Ávila tartományban. Villatoro Cepeda la Mora, Villafranca de la Sierra, Casas del Puerto de Villatoro, Villanueva del Campillo, Vadillo de la Sierra, Poveda, Pradosegar, Muñotello és Mengamuñoz községekkel határos. Lakosainak száma 161 fő (2024).

## Népesség
A település népessége az utóbbi években az alábbiak szerint változott:
| Lakosok száma | 236  | 240  | 221  | 200  | 195  | 191  | 181  | 162  | 159  | 161  |
|               | 2001 | 2004 | 2006 | 2009 | 2011 | 2014 | 2016 | 2019 | 2021 | 2024 |